# Хрунрифир
Хрунрифир (Грун; африк. Groenrivier, англ. Groen River) — река в Северо-Капской провинции в ЮАР. Берёт начало в горах Камисберг. Река имеет площадь водосбора около 4500 км². Устье Хрунрифира находится примерно в 120 км к северо-западу от Страндфонтейна в районе национального парка Намаква у маяка Хрунрифирмонт.
В долине реки ведётся разведка алмазов.